# Tranvía de Bahía Blanca
El Tranvía de Bahía Blanca fue un sistema de transporte tranviario que operó en la ciudad argentina de Bahía Blanca entre 1904 y 1938. Entre su fundación y 1910 fue utilizada la tracción a vapor y desde ese año hasta su clausura, tracción eléctrica. En diciembre de 1938 el servicio fue cancelado y sus rieles desmantelados durante la década del 40. Bahía Blanca fue la tercera ciudad argentina en suprimir su sistema tranviario -luego de Corrientes y Salta-, camino que seguirían años luego las restantes urbes que contaban con este medio de transporte.

## Historia

### Inicios

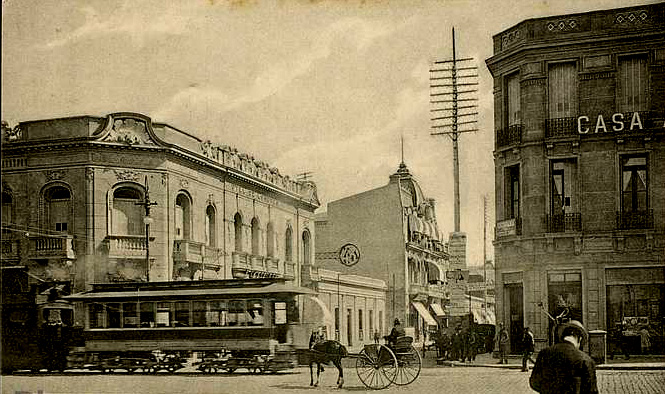
Tranvía a vapor circulando por el centro de la ciudad

A diferencia de otras ciudades de la Argentina, Bahía Blanca nunca contó con tranvías de tracción a sangre, sino que se optó por la tracción a vapor con perspectivas a una rápida conversión al sistema eléctrico. El 2 de febrero de 1904 se habilitó el servicio. La primera línea contaba con un trazado de tres kilómetros y discurría entre las estaciones ferroviarias Bahía Blanca Sud y Bahía Blanca Noroeste.

### Electrificación, ampliación y apogeo

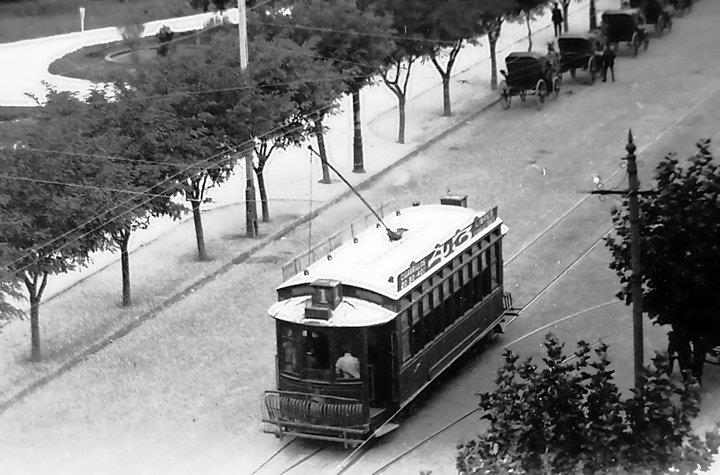
Tranvía eléctrico circulando por la calle Chiclana, frente a la Plaza Rivadavia.

En 1909 el Ferrocarril Bahía Blanca al Noroeste, que administraba el sistema tranviario, encargó a la compañía British Westinghouse Electric and Manufacturing Co. Ltd. las obras necesarias para electrificar el servicio. Los trabajos incluyeron el reequipamiento de una usina eléctrica, colocación de postes y tendido de cables e hilo de contacto.
En marzo de ese año, la empresa encargó a la United Electric Car Company de Preston, Lancashire, Gran Bretaña, la fabricación de 21 unidades eléctricas para la prestación del servicio.
El 2 de marzo de 1910 se habilitó el funcionamiento del servicio eléctrico, lo que fue considerado en la época como un símbolo de progreso y prosperidad. A su vez, la electrificación permitió el crecimiento y extensión del sistema. 
El 7 de enero de 1911 se habilitó un ramal a la Villa Harding Green, ubicada en las afueras de Bahía Blanca, gracias a las gestiones de su fundador, Ernesto Parral, con William Harding Green, Director del Ferrocarril Buenos Aires al Pacífico, a la sazón controlante del Ferrocarril Bahía Blanca al Noroeste y Vicecónsul de Gran Bretaña en Bahía Blanca entre 1915 y 1923. El tranvía eléctrico ponía a ese barrio a 35 minutos del centro de la ciudad. La línea a Villa Harding Green era considerada como "el paseo preferido de los bahienses" de la época, especialmente durante los fines de semana y feriados.

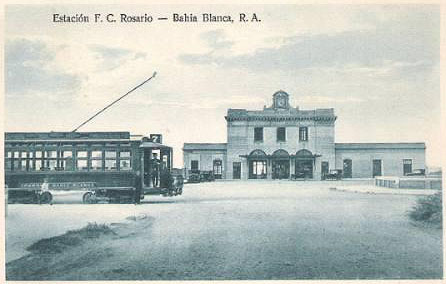
La estación del Ferrocarril Rosario a Puerto Belgrano contó con servicios tranviarios desde 1924.

El 1° de enero de 1924 se inauguró otra ampliación desde la Plaza Rivadavia hasta la estación Bahía Blanca del Ferrocarril Rosario a Puerto Belgrano, que había sido inaugurada poco menos de dos años antes, en marzo de 1922. Con ello, la red tranviaria bahiense alcanzaba una extensión total de 27 kilómetros.

### Años finales y clausura
En 1924, el Ferrocarril Buenos Aires al Pacífico vendió al Ferrocarril del Sud (FCS) el Ferrocarril Bahía Blanca al Noroeste (BBNO) y con él, al sistema tranviario de Bahía Blanca. Las líneas fueron administradas por el FCS hasta 1926, cuando se las entregó su concesión a las Empresas Eléctricas Bahía Blanca S.A, subsidiaria de la Compañía Ítalo Argentina de Electricidad (CIAE).
Bajo esta administración el servicio se tornó deficitario y comenzó a sufrir la competencia de los ómnibus. Como reflejo de estos problemas de funcionamiento, en junio de 1930 los vecinos de la Villa Harding Green elevaron sus quejas por el mal servicio que el tranvía prestaba a esa localidad.
En julio de 1937, el intendente Martín Dithurbide,del conservador Partido Demócrata Nacional, presentó un proyecto al Concejo Deliberante proponiendo la eliminación del servicio tranviario, calificándolos como "antiestéticos y caducos".

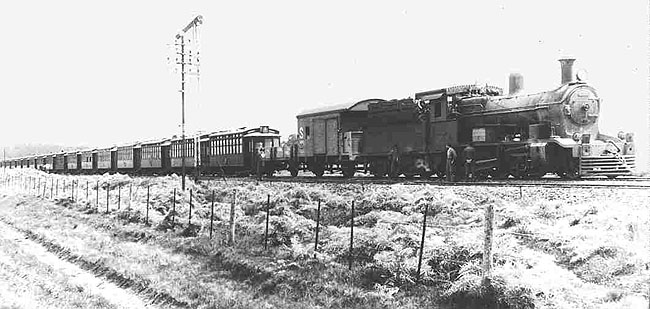
En 1942 los coches retirados de servicio fueron vendidos a la CTCBA y trasladados a Buenos Aires.

El 24 de octubre de 1938, el Concejo Deliberante debatió el proyecto de supresión de los tranvías, iniciativa que resultó aprobada por nueve votos contra seis, con la particular oposición de Agustín de Arrieta, concejal del Partido Socialista que había sido antecesor de Dithurbide como intendente entre 1932 y 1935.
Finalmente, el 11 de diciembre de 1938 fue el día en que los tranvías circularon por última vez en Bahía Blanca. Las unidades radiadas permanecieron almacenadas en la ciudad hasta que se acordó su venta a la Corporación de Transportes de la Ciudad de Buenos Aires. El 19 de septiembre de 1942, los 19 coches con que operaba el servicio a su levantamiento fueron acoplados a un tren de cargas y trasladados vía Lamadrid con destino a la estación Casa Amarilla, en la Ciudad de Buenos Aires. Los coches fueron utilizados como fuente de repuestos dado que la diferencia de trocha no permitía su empleo en el sistema tranviario de Buenos Aires.
Los rieles, por su parte, fue rápidamente levantados y reutilizados como postes para el tendido eléctrico a lo largo y ancho de la ciudad conforme esta crecía y se expandía el suministro.

## Recorridos[1]
La mayoría de los recorridos eran variantes de la misma traza, que conectaban las estaciones Noroeste y Sud.
- Línea 1: Estación Bahía Blanca BBNO - Estación Bahía Blanca Sud
- Línea 2: Estación Bahía Blanca BBNO - Estación Bahía Blanca Sud
- Línea 3: Estación Bahía Blanca BBNO - Estación Bahía Blanca Sud
- Línea 4: Estación Bahía Blanca BBNO - Estación Bahía Blanca Sud
- Línea 5: Estación Bahía Blanca BBNO - Estación Bahía Blanca Sud
- Línea 6: Estación Bahía Blanca BBNO - Estación Bahía Blanca Sud
- Línea 7: Plaza Rivadavia - Estación Bahía Blanca RPB
- Línea 8:
- Línea 9: Plaza Rivadavia - Villa Harding Green

## Imágenes

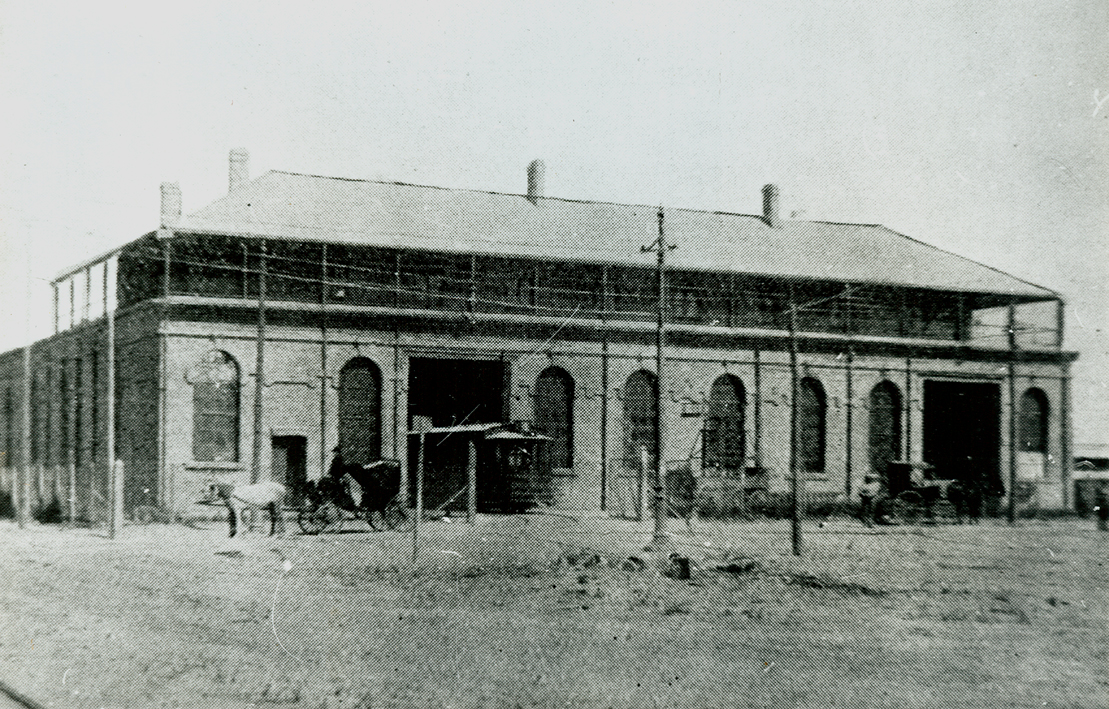
Exterior de los talleres del tranvía en el Mercado Victoria.
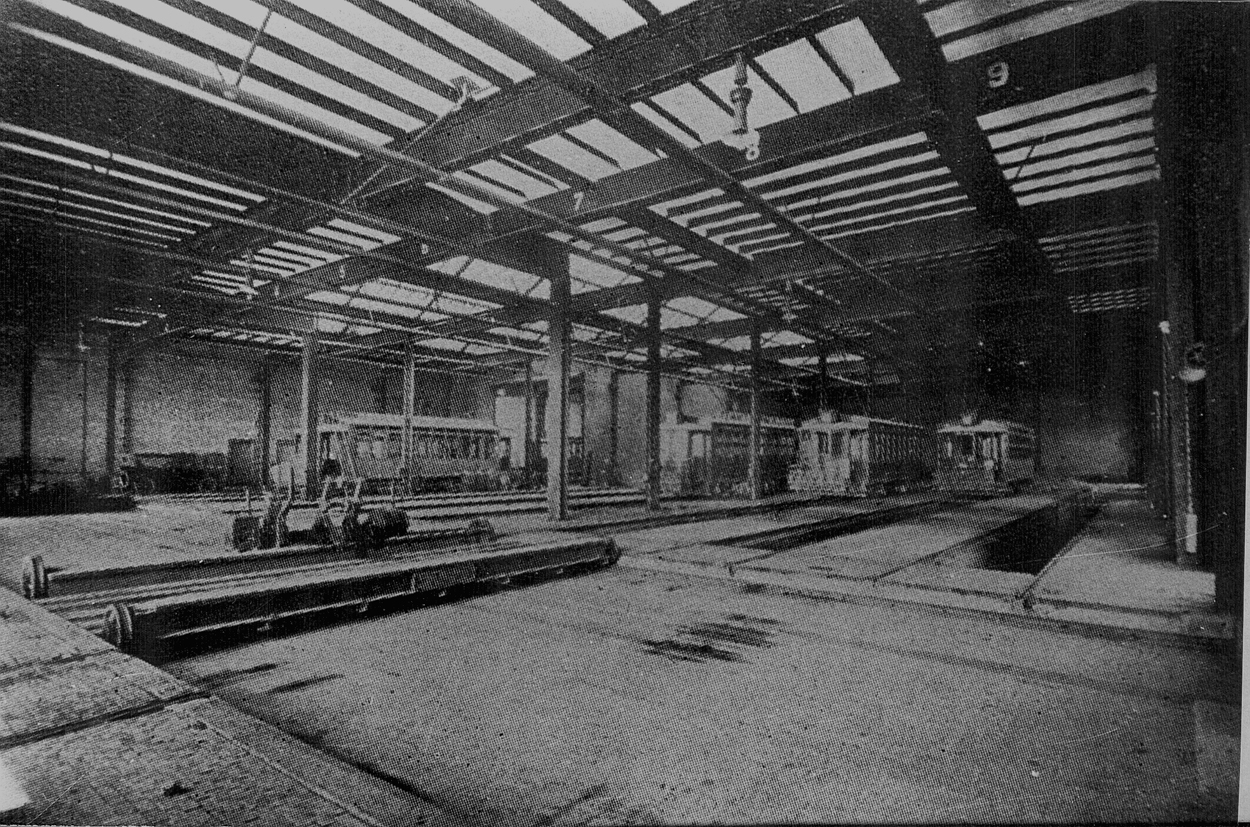
Interior de los talleres del Mercado Victoria.